# 東郷村 (鳥取県気高郡)
東郷村（とうごうそん）は、鳥取県の東部にあった旧気高郡に属していた村である。1896年（明治29年）3月31日までは高草郡に属した。
同名の東郷村が鳥取県の東伯郡（現在の湯梨浜町内）にも存在していた。

## 概要
現在の鳥取市本高・北村・西今在家・篠坂・中村・有富（ありどめ）・高路（こうろ）に相当する。千代川支流の有富川流域に位置した。
村名は西から東へ流入する有富川流域の郷（村落）の意とされる。
かつては有富保と呼ばれ、藩政時代には鳥取藩領の有富東郷（ありどめひがしのごう）に所属する荒神谷村・本高村・中村・大森村・篠坂村・高路村・今在家村・上段村・北村・下段村・宮谷村があった。
1947年（昭和22年）当時の人口は1575人、世帯数は275であった。

## 沿革
- 1881年（明治14年）9月12日 - 鳥取県再置。
- この間、古海村（後の海徳村大字古海）に置かれた連合戸長役場の管轄区域となる[3]。
- 1889年（明治22年）10月1日 - 町村制の施行により、高草郡本高村・北村・今在家村・篠坂村の区域をもって初代東郷村（文献によっては有富東郷村と表記[5]）が発足。旧村名を継承した4大字を編成。隣接する福富村との組合役場を同村の大字中村に設置[3]。
- 1896年（明治29年）4月1日 - 郡制の施行により、高草郡・気多郡の区域をもって気高郡が発足し、気高郡東郷村となる。
- 1909年（明治42年）1月2日 - 組合役場位置を東郷村大字北村字下河原264番地内1番地に変更[6]。
- 1917年（大正6年）9月1日 - 福富村と合併し、改めて東郷村が発足。合計7大字を編成。
- 1923年（大正12年）7月26日 - 役場位置を大字今在家字寺谷口147番、148番に変更[7]。
- 1953年（昭和28年）7月1日 - 鳥取市に編入。同日東郷村廃止[8]。

## 地域
- 1889年（明治22年） - 1917年（大正6年）
  - 本高・北・今在家・篠坂
- 1917年（大正6年） - 1953年（昭和28年）
  - 本高・北・今在家・篠坂・中・有富・高路（合併した福富村の大字を継承）

鳥取市編入時に北は北村に、中は中村に変更された。また今在家は同時に編入された岩美郡面影村に同名の大字があったため西今在家に変更された（同時に旧面影村の方は東今在家に変更）。

## 経済
当村では下駄・薪炭・製紙・瓦を産業としていたが、1902年（明治35年）頃に瓦の生産が中止となり大正時代には製紙業もなくなった。また有富川流域に位置することから明治から大正・昭和にかけて度々大水害に遭い、村の産業の衰退も重なり民力の疲弊が著しく村の財政は困窮していた。

## 行政

### 歴代村長
- 東郷村福富村組合村長：五百蔵勇 - 西尾由三郎 - 五百蔵勇（再） - 落合与平 - 中島文蔵 - 奥田民蔵 - 河原豊蔵 - 西尾重美 - 河原源太郎 - 土居好恵（大正3年-6年[10]）[3]
- 東郷村長：河原豊蔵（再、大正6年-10年[11]） - 土居好恵（再） - 河原豊蔵（再） - 土居好恵（再） - 坂田庄太郎 - 山本源造 - 中尾亀蔵 - 谷口秀治 - 田中節[3]

## 教育
- 東郷村立東郷小学校（現・鳥取市立東郷小学校）
- 中学校は大正村の大東中学校区（現在は鳥取市立高草中学校）

## 交通
明治30年頃まで鳥取市との交通は主に水路が利用され、今在家から千代川を経由して鳥取まで舟が通った。
明治中頃に曲折した小道が村内を貫通する幹線道路として手押車が通れるように拡張され、大正に入って県道に編入された。1927年（昭和2年）に村の自力で道路の改修を行い、1933年（昭和8年）に完成した。